# 箭叶海芋
箭叶海芋（学名：Alocasia longiloba）为天南星科海芋属的植物。分布在加里曼丹岛、马来半岛、印度尼西亚爪哇、中南半岛以及中国大陆的海南、云南南部、广州等地，生长于海拔90米至1,020米的地区，多生长在灌丛中及林中，目前尚未由人工引种栽培。